# Rhea (mitologie)
Rhea (în greaca veche: Ρέα) a fost o zeiță din mitologia greacă care s-a căsătorit cu zeul titan Cronos și a avut șase copii: Demetra, Hades, Hera, Hestia, Poseidon și Zeus. Deoarece Cronos își mânca copiii, ea a hotărât să-l salveze pe cel din urmă. Astfel, Zeus a fost singurul care a scăpat de mânia tatălui său și cel care l-a și detronat ulterior. Echivalentul ei în religia romană este Ops.